# 1990
Il 1990 (MCMXC in numeri romani) è un anno  del XX secolo.

## Eventi
- Viene pubblicata postuma la Rivista di idee del dissidente romeno Constantin Noica, morto nel 1987.
- Escono La voce della luna, l'ultimo film diretto da Federico Fellini interpretato da Paolo Villaggio e Roberto Benigni, e Balla coi lupi (Dances With the Wolves), diretto ed interpretato da Kevin Costner.
- Il film di Giuseppe Tornatore, Nuovo cinema Paradiso vince l'Oscar come miglior film straniero.
- Microsoft lancia Windows 3.0.
- Il Campionato Mondiale di calcio in Italia è la prima trasmissione televisiva della storia in alta definizione.

### Gennaio
- 1º gennaio – Svizzera: Arnold Koller diventa Presidente della Confederazione Elvetica.
- 3 gennaio – Panama: l'ex-dittatore Manuel Noriega, rifugiatosi nell'ambasciata vaticana della capitale panamense, si arrende alle forze armate americane.
- 4 gennaio – Pakistan: più di 300 persone rimangono uccise in un catastrofico incidente ferroviario presso la località di Ghotki.
- 9 gennaio – Cape Canaveral: parte la navicella spaziale Columbia con 5 astronauti a bordo.
- 11 gennaio – Lituania: 300 000 dimostranti scendono nelle piazze del Paese reclamando la democrazia.
- 13 gennaio – USA: Douglas Wilder è il primo politico afroamericano eletto governatore e prende ufficio a Richmond, Virginia.
- 14 gennaio – Saragozza: 43 morti per asfissia per un incendio divampato nella discoteca Flying.
- 15 gennaio
  - USA: un errore di programmazione paralizza la rete telefonica At&t. Sessanta milioni di persone rimangono scollegate dalla rete e settanta milioni di chiamate vengono interrotte.
  - Berlino: migliaia di cittadini berlinesi assaltano il quartier generale della Stasi nel tentativo di impadronirsi degli archivi governativi della DDR.
- 19 gennaio – Washington: il sindaco afroamericano di Washington, Marion Barry, viene arrestato per possesso ed uso di droga: l'FBI gli tende una trappola e filma di nascosto la compravendita e l'uso di stupefacenti.
- 20 gennaio – Baku: l'Armata rossa reprime nel sangue una ribellione azera: il bilancio è di 137 morti. L'evento è noto come il Gennaio nero.
- 23 gennaio – Belgrado, si dissolve la Lega dei Comunisti di Jugoslavia.[1]
- 25 gennaio
  - Long Island: precipita un Boeing 707 proveniente da Bogotà per esaurimento di carburante, 73 morti e 85 superstiti.
  - Europa nordoccidentale: il devastante uragano Daria uccide 97 persone, provocando danni per 4.4 milioni di euro.
- 27 gennaio – Moldavia: la città di Tiraspol, nell'RSS Moldava, dichiara temporaneamente l'indipendenza dallo Stato.
- 31 gennaio – URSS: McDonald's apre il suo primo ristorante a Mosca.

### Febbraio
- 2 febbraio –  Sudafrica: il presidente Frederik Willem de Klerk permette all'African National Congress di riprendere legalmente le proprie attività e promette di liberare Nelson Mandela.
- 7 febbraio – URSS: il Partito Comunista dell'Unione Sovietica si accorda per rinunciare al potere totale sul territorio.
- 11 febbraio
  - Sudafrica: viene liberato Nelson Mandela dopo 28 anni di carcere. Data simbolica per l'abolizione dell'Apartheid.
  - Tokyo: L'imbattuto campione indiscusso dei pesi massimi Mike Tyson perde per la prima volta in carriera per KO, contro un avversario ampiamente dato per sfavorito Buster Douglas.
- 27 febbraio – Lettonia: viene ripristinata la bandiera lettone in uso prima dell'annessione all'URSS.

### Marzo
- 2 marzo – Nelson Mandela viene eletto vicepresidente dell'African National Congress.
- 13 marzo – URSS: Viene approvata l'introduzione del multipartitismo e della proprietà privata.
- 18 marzo – Germania Est: libere elezioni per la prima volta, su quel territorio, dopo 57 anni
- 21 marzo – la Namibia ottiene l'indipendenza dal Sudafrica.
- 24 marzo – New York: 87 morti nell'incendio della discoteca Happy Land nel Bronx

### Aprile
- 6 aprile – Amsterdam: al Rijksmuseum viene sfregiato il dipinto La ronda di notte di Rembrandt, per la terza volta in 70 anni.
- 22 aprile – Il maggiore nigeriano Gideon Orkar e altri 41 cospiratori tentano un violento colpo di stato contro il presidente della Nigeria Ibrahim Babangida, inizialmente riuscito, ma vengono catturati dalle forze governative e fucilati il 27 luglio con l'accusa di tradimento.
- 24 aprile – lancio del Telescopio spaziale Hubble.

### Maggio
- 5 maggio – l'Italia vince l'Eurovision Song Contest, ospitato a Zagabria, Jugoslavia.
- 8 maggio – l'operazione Sundevil colpisce gli hacker degli USA.
- 12 maggio – Estonia, Lettonia e Lituania danno vita al Consiglio del mar Baltico.
- 17 maggio – l'Organizzazione Mondiale della Sanità elimina la voce omosessualità dalla lista delle malattie mentali nella classificazione internazionale delle malattie.
- 18 maggio – Bonn: firma del Trattato istitutivo dell'Unione economica, monetaria e sociale tra la Repubblica Federale di Germania e Repubblica Democratica Tedesca.
- 20 maggio – Romania: quale successore del deposto dittatore Ceausescu, viene nominato presidente della neo repubblica Ion Iliescu.
- 22 maggio  - Lo Yemen del Nord si fonde con lo Yemen del Sud. Diventa presidente Ali Abd Allah Saleh.
- 29 maggio – Parigi: firma del trattato che istituisce la Banca europea per la ricostruzione e lo sviluppo (BERS).

### Giugno
- 8 giugno – Milano: inaugurati allo Stadio Giuseppe Meazza i Campionati del mondo di calcio.
- 19 giugno – Schengen: firma della convenzione degli Accordi del 14 giugno 1985
- 21 giugno – Iran: muoiono 45 000 persone per un forte terremoto.
- 22 giugno – Berlino: rimosso definitivamente il Checkpoint Charlie, unico valico di frontiera all'interno della città ai tempi del muro.
- 28 giugno – Paesi Bassi: in un museo di Den Bosch vengono rubati tre dipinti di Vincent van Gogh.
- 30 giugno – Germania: la Germania Est e la Germania Ovest uniscono le loro economie.

### Luglio
- 1º luglio – il marco tedesco diventa valuta riconosciuta nella Repubblica Democratica Tedesca.
- 2 luglio – La Mecca: muoiono 1 426 pellegrini in un tunnel tra la tendopoli di Mina e il recinto della Kaʿba.
- 6 luglio – Mogadiscio: durante una partita di calcio la folla contesta il dittatore Siad Barre. Le guardie del corpo aprono il fuoco uccidendo un numero imprecisato di persone.
- 8 luglio – Roma: allo Stadio Olimpico la Germania Ovest diventa per la terza volta campione del mondo di calcio battendo in finale l'Argentina di Diego Armando Maradona.
- 9 luglio – Houston, Texas: si apre il vertice dei 7 paesi più industrializzati (G7), che dovrà decidere se sostenere economicamente la perestrojka di Gorbačëv.
- 16 luglio – Ucraina e Bielorussia si proclamano stati indipendenti dall'URSS.
- 20 luglio – Londra: attentato dell'IRA contro la Borsa valori.
- 21 luglio – Berlino: la storica opera rock The Wall dei Pink Floyd viene eseguita davanti a 160 000 spettatori della città riunificata e a milioni di spettatori TV.
- 27 luglio – Auerberg, Germania: una bomba della RAF fa esplodere l'auto del sottosegretario Hans Neusel, responsabile dell'antiterrorismo, che riesce comunque a salvarsi.
- 28 luglio – Lima, Perù: si insedia il nuovo presidente Alberto Fujimori.
- Luglio: sull'isola di Vieques, a Porto Rico, uno scavo archeologico porta alla luce i resti di un uomo della cultura Ortoiroid datato intorno al 2000 a.C.

### Agosto
- 2 agosto – l'Iraq invade il Kuwait. L'occupazione irachena condurrà alla prima Guerra del Golfo.
- 8 agosto – George H. W. Bush avvia l'operazione Desert Storm. Nella fase culminante del conflitto i soldati della coalizione impegnati saranno 510 000.
- 18 agosto – viene interrotta la produzione dei dischi in vinile da 7 pollici (i 45 giri).

### Settembre
- 2 settembre – entra in vigore la Convenzione internazionale sui diritti dell'infanzia, approvata dall'Assemblea generale delle Nazioni Unite il 20 novembre 1989.
- 9 settembre – Salgareda (Treviso): nel corso di un'esibizione acrobatica, un caccia sovietico di tipo Su 27 "Flanker" durante una evoluzione a bassa quota si schianta al suolo molto vicino ad una folla di circa 30 000 spettatori. Muoiono il pilota e un addetto del servizio d'ordine, diversi ustionati e qualche ferito lieve.
- 12 settembre – Mosca: firma del Trattato due più quattro (le due Germanie e i quattro Alleati), che restituisce alla Germania la piena sovranità nazionale.
- 27 settembre – Algeri: dopo dieci anni di esilio, torna a casa Mohammed Ben Bella.

### Ottobre
- 1º ottobre – Ruanda: primi scontri tra le etnie hutu e tutsi
- 2 ottobre – Canton, Cina: disastrose conseguenze del dirottamento di un jet: 128 morti (tra cui lo stesso dirottatore) e 53 feriti, per la collisione fra tre velivoli nella pista di atterraggio.
- 3 ottobre – Berlino: cerimonia ufficiale per la riunificazione delle due Germanie. I cinque Länder della Germania Orientale vengono annessi alla Repubblica Federale Tedesca.
- 6 ottobre – Düsseldorf: catturati Paolo Amico e Domenico Pace, accusati dell'assassinio del giudice Livatino.

### Novembre
- 15 novembre – caduta della Repubblica Popolare di Bulgaria
- 19 novembre - Dopo la dissoluzione dei regimi comunisti dell'Europa dell'Est, la Nato si accorda con il Patto di Varsavia per una riduzione delle forze militari convenzionali stanziate nel continente europeo.
- 22 novembre – Regno Unito: Margaret Thatcher rassegna le dimissioni da Primo ministro.
- 27 novembre – Parigi: l'Italia firma gli Accordi di Schengen.
- 28 novembre - John Major, già ministro nei governi Thatcher, è il nuovo premier britannico.

### Dicembre
- 1º dicembre – Ciad: il dittatore Hissène Habré viene destituito dal Movimento Patriottico di Salvezza e sostituito come presidente della Repubblica dal suo leader, Idriss Déby.
- 2 dicembre – Germania: prime elezioni federali dopo la riunificazione
- 6 dicembre – Casalecchio di Reno (BO) - un aereo militare precipita sulla succursale dell'Istituto Tecnico "Salvemini", causando 12 morti e 100 feriti.
- 9 dicembre – Polonia: Lech Wałęsa, leader di Solidarność, viene eletto presidente della Repubblica
- 11 dicembre – Palermo: si conclude il maxiprocesso d'appello contro la mafia: vengono confermati 12 ergastoli su 19 e 258 condanne.
- 13 dicembre – Italia: la Sicilia sud-orientale viene colpita da un terremoto di settimo grado che provoca 17 morti e migliaia di senzatetto soprattutto tra Carlentini ed Augusta.
- 31 dicembre – il russo Garry Kasparov conserva il titolo di campione del mondo degli scacchi, battendo il connazionale Anatolij Karpov.

## Nati
Ci sono circa 6 280 voci su persone nate nel 1990; vedi la pagina Nati nel 1990 per un elenco descrittivo o la categoria Nati nel 1990 per un indice alfabetico.

## Morti
Ci sono circa 1 380 voci su persone morte nel 1990; vedi la pagina Morti nel 1990 per un elenco descrittivo o la categoria Morti nel 1990 per un indice alfabetico.

## Calendario
| Calendario 1990 | Calendario 1990 | Calendario 1990 | Calendario 1990 | Calendario 1990 | Calendario 1990 | Calendario 1990 | Calendario 1990 | Calendario 1990 | Calendario 1990 | Calendario 1990 | Calendario 1990 | Calendario 1990 | Calendario 1990 | Calendario 1990 | Calendario 1990 | Calendario 1990 | Calendario 1990 | Calendario 1990 | Calendario 1990 | Calendario 1990 | Calendario 1990 | Calendario 1990 | Calendario 1990 | Calendario 1990 | Calendario 1990 | Calendario 1990 | Calendario 1990 | Calendario 1990 | Calendario 1990 | Calendario 1990 | Calendario 1990 | Calendario 1990 |
| --------------- | --------------- | --------------- | --------------- | --------------- | --------------- | --------------- | --------------- | --------------- | --------------- | --------------- | --------------- | --------------- | --------------- | --------------- | --------------- | --------------- | --------------- | --------------- | --------------- | --------------- | --------------- | --------------- | --------------- | --------------- | --------------- | --------------- | --------------- | --------------- | --------------- | --------------- | --------------- | --------------- |
|                 | 1               | 2               | 3               | 4               | 5               | 6               | 7               | 8               | 9               | 10              | 11              | 12              | 13              | 14              | 15              | 16              | 17              | 18              | 19              | 20              | 21              | 22              | 23              | 24              | 25              | 26              | 27              | 28              | 29              | 30              | 31              |                 |
| Gennaio         | Lu              | Ma              | Me              | Gi              | Ve              | Sa              | Do              | Lu              | Ma              | Me              | Gi              | Ve              | Sa              | Do              | Lu              | Ma              | Me              | Gi              | Ve              | Sa              | Do              | Lu              | Ma              | Me              | Gi              | Ve              | Sa              | Do              | Lu              | Ma              | Me              |                 |
| Febbraio        | Gi              | Ve              | Sa              | Do              | Lu              | Ma              | Me              | Gi              | Ve              | Sa              | Do              | Lu              | Ma              | Me              | Gi              | Ve              | Sa              | Do              | Lu              | Ma              | Me              | Gi              | Ve              | Sa              | Do              | Lu              | Ma              | Me              |                 |                 |                 |                 |
| Marzo           | Gi              | Ve              | Sa              | Do              | Lu              | Ma              | Me              | Gi              | Ve              | Sa              | Do              | Lu              | Ma              | Me              | Gi              | Ve              | Sa              | Do              | Lu              | Ma              | Me              | Gi              | Ve              | Sa              | Do              | Lu              | Ma              | Me              | Gi              | Ve              | Sa              |                 |
| Aprile          | Do              | Lu              | Ma              | Me              | Gi              | Ve              | Sa              | Do              | Lu              | Ma              | Me              | Gi              | Ve              | Sa              | Do              | Lu              | Ma              | Me              | Gi              | Ve              | Sa              | Do              | Lu              | Ma              | Me              | Gi              | Ve              | Sa              | Do              | Lu              |                 |                 |
| Maggio          | Ma              | Me              | Gi              | Ve              | Sa              | Do              | Lu              | Ma              | Me              | Gi              | Ve              | Sa              | Do              | Lu              | Ma              | Me              | Gi              | Ve              | Sa              | Do              | Lu              | Ma              | Me              | Gi              | Ve              | Sa              | Do              | Lu              | Ma              | Me              | Gi              |                 |
| Giugno          | Ve              | Sa              | Do              | Lu              | Ma              | Me              | Gi              | Ve              | Sa              | Do              | Lu              | Ma              | Me              | Gi              | Ve              | Sa              | Do              | Lu              | Ma              | Me              | Gi              | Ve              | Sa              | Do              | Lu              | Ma              | Me              | Gi              | Ve              | Sa              |                 |                 |
| Luglio          | Do              | Lu              | Ma              | Me              | Gi              | Ve              | Sa              | Do              | Lu              | Ma              | Me              | Gi              | Ve              | Sa              | Do              | Lu              | Ma              | Me              | Gi              | Ve              | Sa              | Do              | Lu              | Ma              | Me              | Gi              | Ve              | Sa              | Do              | Lu              | Ma              |                 |
| Agosto          | Me              | Gi              | Ve              | Sa              | Do              | Lu              | Ma              | Me              | Gi              | Ve              | Sa              | Do              | Lu              | Ma              | Me              | Gi              | Ve              | Sa              | Do              | Lu              | Ma              | Me              | Gi              | Ve              | Sa              | Do              | Lu              | Ma              | Me              | Gi              | Ve              |                 |
| Settembre       | Sa              | Do              | Lu              | Ma              | Me              | Gi              | Ve              | Sa              | Do              | Lu              | Ma              | Me              | Gi              | Ve              | Sa              | Do              | Lu              | Ma              | Me              | Gi              | Ve              | Sa              | Do              | Lu              | Ma              | Me              | Gi              | Ve              | Sa              | Do              |                 |                 |
| Ottobre         | Lu              | Ma              | Me              | Gi              | Ve              | Sa              | Do              | Lu              | Ma              | Me              | Gi              | Ve              | Sa              | Do              | Lu              | Ma              | Me              | Gi              | Ve              | Sa              | Do              | Lu              | Ma              | Me              | Gi              | Ve              | Sa              | Do              | Lu              | Ma              | Me              |                 |
| Novembre        | Gi              | Ve              | Sa              | Do              | Lu              | Ma              | Me              | Gi              | Ve              | Sa              | Do              | Lu              | Ma              | Me              | Gi              | Ve              | Sa              | Do              | Lu              | Ma              | Me              | Gi              | Ve              | Sa              | Do              | Lu              | Ma              | Me              | Gi              | Ve              |                 |                 |
| Dicembre        | Sa              | Do              | Lu              | Ma              | Me              | Gi              | Ve              | Sa              | Do              | Lu              | Ma              | Me              | Gi              | Ve              | Sa              | Do              | Lu              | Ma              | Me              | Gi              | Ve              | Sa              | Do              | Lu              | Ma              | Me              | Gi              | Ve              | Sa              | Do              | Lu              |                 |

## Premi Nobel

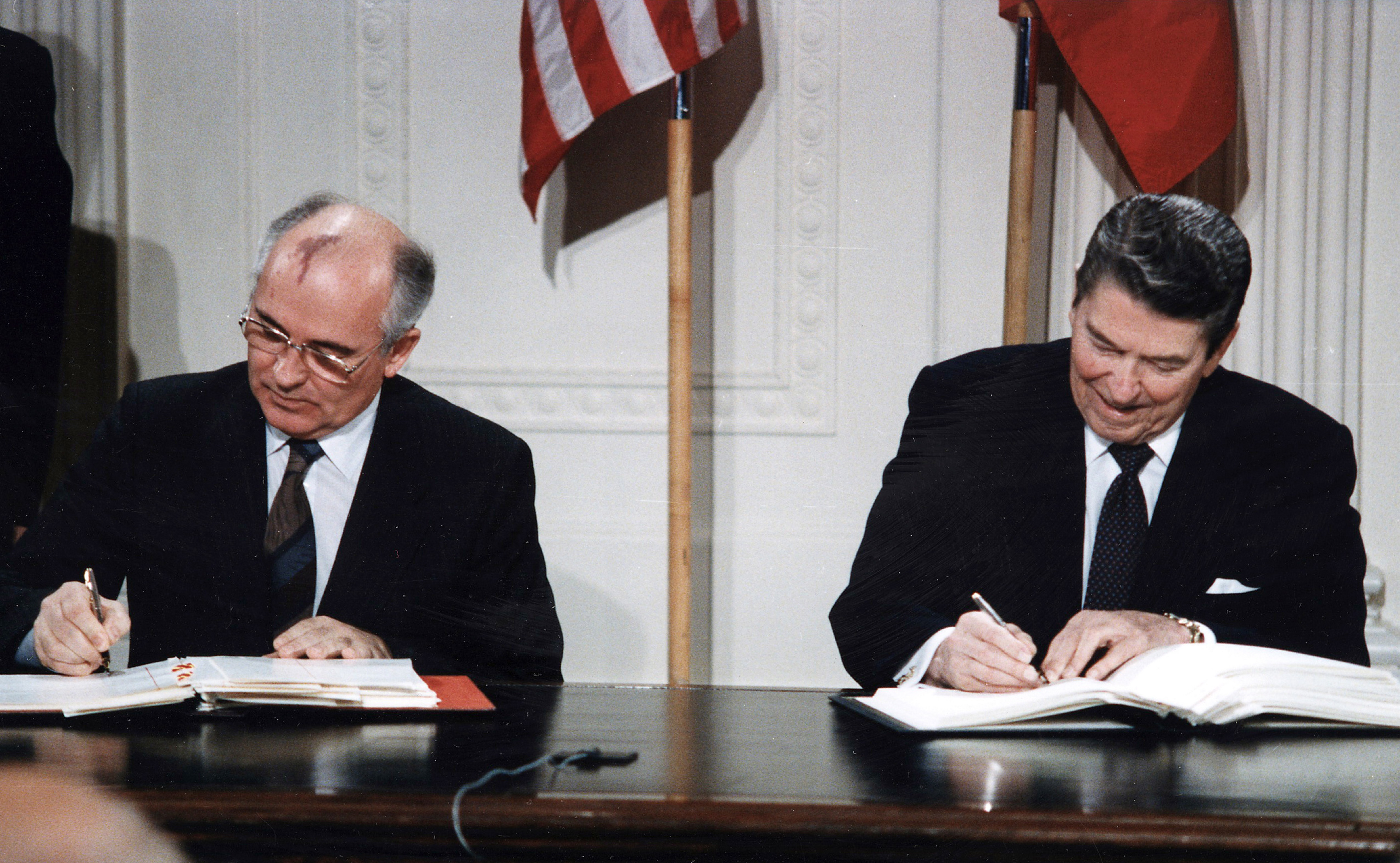
Michail Sergeevič Gorbačëv (qui con Ronald Reagan) vinse il Nobel per la Pace nel 1990.

- per la Pace: Michail Sergeevič Gorbačëv
- per la Letteratura: Octavio Paz
- per la Medicina: Joseph E. Murray, E. Donnall Thomas
- per la Fisica: Jerome Isaac Friedman, Henry Way Kendall, Richard Edward Taylor
- per la Chimica: Elias James Corey
- per l'Economia: Harry M. Markowitz, Merton H. Miller, William F. Sharpe